# La camioneta gris
La camioneta gris (en inglés The Gray Truck) es una película de acción de 1990 dirigida por José Luis Urquieta. Esta protagonizada por Mario Almada, Fernando Almada y la agrupación musical Los Tigres del Norte.

## Trama
La mafia corrompe a Pedro, el más joven y débil miembro de una familia de policías incorruptibles, mediante el recurso de seducirlo y enviciarlo a través de Inés, la hermana del jefe mafioso. El joven, ya enviciado y casado con su pervertidora, tiene que repartir droga en una camioneta gris y su propio padre se ve obligado a perseguirlo, y así comenzar una persecución que puede acabar con la vida de ambos.

## Reparto
- Mario Almada
- Fernando Almada
- Jorge Hernández
- Blanca Rosa Torres
- Hernán Hernández (Los Tigres del Norte)
- Luis Accinelli
- Eduardo Hernández (Los Tigres del Norte)
- Guadalupe Olivo
- Raúl Hernández
- Óscar Lara
- Héctor Sáez
- Enrique Franco